# Lituânia nos Jogos Olímpicos de Verão de 2004
Lituânia competiu nos Jogos Olímpicos de Verão de 2004, em Atenas, na Grécia.

## Desempenho

### Natação
Masculino
| Atleta(s)         | Evento     | Eliminatórias | Eliminatórias | Semifinal   | Semifinal   | Final       | Final       |
| Atleta(s)         | Evento     | Tempo         | Posição       | Tempo       | Posição     | Tempo       | Posição     |
| ----------------- | ---------- | ------------- | ------------- | ----------- | ----------- | ----------- | ----------- |
| Rolandas Gimbutis | 50 m livre | 22s59         | 21º           | Não avançou | Não avançou | Não avançou | Não avançou |